# Doom 3: Resurrection of Evil
Doom 3: Resurrection of Evil je znanstvenofantastična prvoosebna strelska videoigra z elementi preživetvene grozljivke razvijalcev Nerve Software in id Software, ki je izšla v založbi Activision. Igra je izšla 3. aprila 2005 kot razširitveni dodatek za Windows, 5. oktobra 2005 pa še za Xbox. 
Igra je postavljena v leto 2147 na Marsu, dve leti po dogodkih v Doom 3, ko sateliti UAC v orbiti Marsa odkrijejo nenavaden signal v ruševinah izumrle starodavne civilizacije. Odkritje posebnega artefakta, ki izvira iz samega Pekla, sproži drugo invazijo demonov. Igralec, tokrat v vlogi neimenovanega vojnega inženirja, se mora ponovno bojevati s silami Pekla in odkriti način za uničenje artefakta.
Igra poleg enoigralskega igranja ter novih orožij in sovražnikov ponuja tudi večigralsko igranje, ki podpira do 8 igralcev.